# Can Figueres dels Barrancs
Can Figueres dels Barrancs és un mas situat al municipi de Sant Quintí de Mediona, a la comarca catalana de l'Alt Penedès.